# Ремчицька сільська рада
Ре́мчицька сільська́ ра́да — колишній орган місцевого самоврядування в Сарненському районі Рівненської області. Адміністративний центр — село Ремчиці.

## Загальні відомості
- Ремчицька сільська рада утворена в 1946 році.
- Територія ради: 71,028 км²
- Населення ради: 3 505 осіб (станом на 2001 рік)
- Територією ради протікає річка Горинь.

## Населені пункти
Сільській раді підпорядковані населені пункти:
- с. Ремчиці
- с. Копище
- с. Тріскині
- с. Яринівка

## Склад ради
Рада складається з 20 депутатів та голови.
- Голова ради: Долід Леонід Володимирович
- Секретар ради: Носонець Марія Прокопівна

### Керівний склад попередніх скликань
| Прізвище, ім'я, по батькові | Основні відомості                                                 | Дата обрання | Дата звільнення |
| --------------------------- | ----------------------------------------------------------------- | ------------ | --------------- |
| Долід Леонід Володимирович  | Сільський голова, 1969 року народження, освіта вища, безпартійний | 26.03.2006   | 31.10.2010      |
| Долід Леонід Володимирович  | Сільський голова, 1969 року народження, освіта вища, безпартійний | 31.10.2010   |                 |

Примітка: таблиця складена за даними сайту Верховної Ради України